# Премия Лиги Драмы
Премия Лиги Драмы (англ. Drama League Award) — американская театральная премия, созданная в 1922 году и присуждаемая с 1935 года, отмечающая лучшие постановки и выступления как на сценах бродвейских театров, так и на офф-бродвейских. Церемония проводится каждый год в мае, и в разных номинациях награждаются артисты, режиссёры, продюсеры и прочие деятели театра.
Первой, кто получил награду, стала актриса Кэтрин Корнелл, в 1935 году.